# Fehring (stacja kolejowa)
Fehring (niem. Bahnhof Fehring) – stacja kolejowa w Fehring, w kraju związkowym Styria, w Austrii. Znajduje się na Thermenbahn (Fehring–Fürstenfeld–Friedberg) i Steirische Ostbahn. Jest obsługiwana między innymi przez pociągi linii S3 S-Bahn w Steiermark.

## Linie kolejowe
- Linia Thermenbahn

## Połączenia
| Linia   | Trasa | Takt (min)           | Uwagi                                                      |
| ------- | --- | -------------------- | ---------------------------------------------------------- |
| REX, IC | Graz Hbf. – Graz Ostbahnhof – Gleisdorf – Feldbach – Fehring – Jennersdorf – Szentgotthard – Szombathely – Györ – Budapest-Keleti | jedna para dziennie  | od Szentgotthard jako IC 317/318                           |
| REX     | Fehring – Feldbach – Gleisdorf – Raaba – Graz Hbf.                                                                                | rano lub po południu | Pociągi rano do Grazu, pociągi po południu do Fehring      |
| R       | Fehring – Fürstenfeld – Hartberg – Friedberg – Wr.Neustadt Hbf.                                                                   | ~120                 | niektóre pociągi są powiązane przez Graz lub Szentgotthard |
| R       | Fehring – Hohenbrugg – Jennersdorf – Mogersdorf – Szentgotthard                                                                   | ~120                 | w godzinach szczytu co 60                                  |
| S3      | Fehring – Feldbach – Gleisdorf – Laßnitzhöhe – Raaba – Graz Hbf.                                                                  | ~60                  | rano pociąg zostaje wydłużony do Bruck/Mur                 |